# 蔣志豪
蔣志豪，JP（1972年8月2日—），香港公務員，現任九龍城民政事務專員，曾擔任香港駐經濟貿易辦事處處長及發展局文物保育專員。他在香港中文大學取得工学学士後，於1995年入職香港政府成為政務主任。他入職後隨即負責香港交接儀式的工作，及後在1998年首次派駐外地，獲安排於香港駐布魯塞爾經濟貿易辦事處任職。回港後，他於港府多個決策局服務，當中曾在商務及經濟發展局通訊及創意產業科擔任首席助理秘書長，因而在2012年時署任創意香港助理總監並擔任香港設計中心候補董事。在2016年9月7日，他接替周舜宜出任香港駐三藩市經濟貿易辦事處處長。他在任內加強香港及美國西岸的文化及體育聯繫，惟中美贸易战及反對逃犯條例修訂草案運動令香港與美國關係惡化，而2019冠状病毒病疫情亦負面影響辦事處的工作。他亦在2020年8月26日卸任予曾舜雯返港。在短暫假期後，他獲委任為發展局文物保育專員。他在2020年11月接替任浩晨上任後，隨即在同年12月發生前深水埗配水庫清拆事件，他及後承認文物保育專員辦事處在保護相關古蹟上存有溝通失誤。他在2025年1月25日接替蔡敏君，轉任九龍城民政專員，並在同月28日獲委任為官守太平紳士。

## 外部連結
- 蔣志豪的個人領英頁面

| 政府职务      | 政府职务                                             | 政府职务      |
| ------------- | ---------------------------------------------------- | ------------- |
| 前任： 周舜宜 | 香港駐經濟貿易辦事處處長 2016年9月7日－2020年8月26日 | 繼任： 曾舜雯 |
| 前任： 任浩晨 | 發展局文物保育專員 2020年11月－2025年1月             | 繼任： 梁子琪 |
| 前任： 蔡敏君 | 九龍城民政事務專員 2025年1月25日至今                 | 現任          |